# كيني ديهاس
كيني ديهاس (بالهولندية: Kenny Dehaes )‏ (و. 1984  م) هو راكب دراجة هوائية، من بلجيكا، شارك في طواف إيطاليا 2014، يلعب كعداء دراجات ‏.

## سباقات أو مراحل فاز بها
| التاريخ        | السباق                                    | المركز                  |
| -------------- | ----------------------------------------- | ----------------------- |
| 28 يونيو 2006  | 2006 Grote Prijs Gerrie Knetemann         | العاشر في التصنيف العام |
| 04 يوليو 2007  | 2007 Grote Prijs Gerrie Knetemann         | الرابع في التصنيف العام |
| 04 سبتمبر 2007 | شال سيلس 2007                             | الفائز في التصنيف العام |
| 09 أبريل 2008  | غنت-وفلجم 2008                            | الخامس في التصنيف العام |
| 16 أبريل 2009  | جائزة دينين الكبرى 2009                   | السادس في التصنيف العام |
| 23 يوليو 2009  | 2009 Grote Prijs Beeckman-De Caluwé       | الفائز في التصنيف العام |
| 11 أغسطس 2009  | 2009 Heusden Koers                        |                         |
| 02 سبتمبر 2009 | 2009 Stadsprijs Geraardsbergen            |                         |
| 22 يوليو 2010  | 2010 Grote Prijs Beeckman-De Caluwé       | الفائز في التصنيف العام |
| 12 سبتمبر 2010 | جي بي دي فورميس 2010                      | الثالث في التصنيف العام |
| 15 مايو 2011   | تور دي بيكاردي 2011                       |                         |
| 04 سبتمبر 2011 | غروت بريجس جيف شيرنز 2011                 |                         |
| 29 مايو 2012   | 2012 Gullegem Koerse                      |                         |
| 01 يناير 2013  | هيستسي بيجل 2013                          |                         |
| 03 فبراير 2013 | تروفيو بالما 2013                         | الفائز في التصنيف العام |
| 15 مارس 2013   | هاندزام الكلاسيكي 2012                    | الفائز في التصنيف العام |
| 19 يونيو 2013  | هالي إنجويجم 2013                         | الفائز في التصنيف العام |
| 13 أغسطس 2013  | 2013 Heusden Koers                        | الفائز في التصنيف العام |
| 01 يناير 2014  | هيستسي بيجل 2014                          |                         |
| 15 مارس 2014   | روند فان درينثي 2014                      | الفائز في التصنيف العام |
| 19 مارس 2014   | سباق نوكير كويرز 2014                     | الفائز في التصنيف العام |
| 11 أغسطس 2015  | 2015 Heusden Koers                        | الفائز في التصنيف العام |
| 18 أغسطس 2015  | غروت بريجس ستاد زوتيجم 2015               | الفائز في التصنيف العام |
| 12 يونيو 2016  | طواف ليمبورغ 2016                         | الفائز في التصنيف العام |
| 16 أغسطس 2016  | 2016 Heusden Koers                        |                         |
| 03 يونيو 2017  | هيستسي بيجل 2017                          |                         |
| 15 أغسطس 2017  | 2017 Heusden Koers                        | الفائز في التصنيف العام |
| 20 أغسطس 2017  | غروت بريجس جيف شيرنز 2017                 |                         |
| 22 أغسطس 2017  | غروت بريجس ستاد زوتيجم 2017               |                         |
| 24 سبتمبر 2017 | جوويكس بيجل 2017                          | الفائز في التصنيف العام |
| 18 مارس 2018   | جائزة دينين الكبرى 2018                   | الفائز في التصنيف العام |
| 07 يوليو 2018  | 2018 جائزة جان بيير مونسيري الكبرى        |                         |
| 19 يوليو 2018  | 2018 Grote Prijs Beeckman-De Caluwé       |                         |
| 22 يوليو 2018  | 2018 Grand Prix de la ville de Pérenchies | الفائز في التصنيف العام |

## روابط خارجية
- كيني ديهاس على موقع الاتحاد الدولي للدراجات (الإنجليزية)
- كيني ديهاس على موقع أرشيف الدراجات (الإنجليزية)
- كيني ديهاس على موقع إحصائيات الدراجات الإحترافية (الإنجليزية)
- كيني ديهاس على موقع نسبة الدراجات (الإنجليزية)
- كيني ديهاس على موقع CycleBase (الإنجليزية)